# 하후파
하후 파(夏侯頗, ? ~ 기원전 115년)는 전한 중기의 제후로, 개국공신 하후영의 증손이다.

## 생애
아버지 하후사의 뒤를 이어 여음후(汝陰侯)에 봉해졌고, 경제의 딸 평양공주와 혼인하였다.
원정 2년(기원전 115년), 아버지의 어비(御婢)와 간음한 죄로 스스로 목숨을 끊었고, 봉국은 폐지되었다.

## 출전
- 사마천, 《사기》 권18 고조공신후자연표·권95 번역등관열전
- 반고, 《한서》 권16 고혜고후문공신표·권41 번역등관부근주전